# Рідина Оствальда де–Ваале
Рідина Оствальда де–Ваале (рос. жидкость Оствальда де-Ваале; англ. Ostwald-de-Waale fluid, нім. Ostwald-de-Waale-Flüssigkeit f) – модель аномальної рідини, що не має пластичних властивостей (гранична напруга τ0 = 0). 
Модель Оствальда де-Ваале записується найчастіше рівнянням з двома реологічними параметрами (k, m)
τ = k (du/dn)m,
де τ – поздовжня дотична напруга внутрішнього тертя; κ – індекс консистенції; m – показник степеня; du/dn – градієнт швидкості по нормалі, а з врахуванням закону Ньютона:
τ = μ (du/dn), μ = k (du/dn)m-1, 
Очевидно, що при m =1, µ = κ і рівняння перетворюється в форму закону Ньютона. Цією моделлю можна описувати поведінку емульсій, паст, полімерів, смол, бурових і тампонажних суспензій з різними домішками, а також систем з високою концентрацією твердої фази (піску, бариту, глини, слюди, оксидів металів тощо), що називаються дилатантними рідинами. 